# (678) Фредегонда
(678) Фредегонда (лат. Fredegundis) — астероид главного пояса, который относится к спектральному классу X. Он был открыт 22 января 1909 года немецким астрономом Карлом Вильгельмом Лоренцем в Обсерватории Хайдельберг-Кёнигштуль. Назван в честь королевы франков Фредегонды. Тиссеранов параметр относительно Юпитера — 3,386.